# 金玉節
金玉節（16世紀—17世紀），字成玉，號雅初，湖廣黃州府蘄水縣人，明朝政治人物。

## 生平
金玉節是萬曆十九年（1591年）辛卯科舉人，二十六年（1598年）成進士。獲授長興知縣，任內見義勇為、禮賢下士，捐俸幫助貧困者成婚；當時正值礦使在縣內橫行，他將對方繩之以法，又設立走區走田法、通融攤販，令民稱便，在湖州名宦祭祀。三十二年調任青浦知縣，三十五年升任南京刑部主事，死後從祀鄉賢祠。

## 家族
曾祖金進開；祖父金愛；父金朝榮。有子金甌。